# Rio Guaviare
O rio Guaviare é um curso de água colombiano e um dos grandes afluentes do rio Orinoco. Nasce na cordilheira Oriental colombiana e desemboca no Orinoco frente a San Fernando de Atabapo, Venezuela, e de Amanavén, Colômbia. Possui 1.497 km dos quais 630 km são navegáveis.

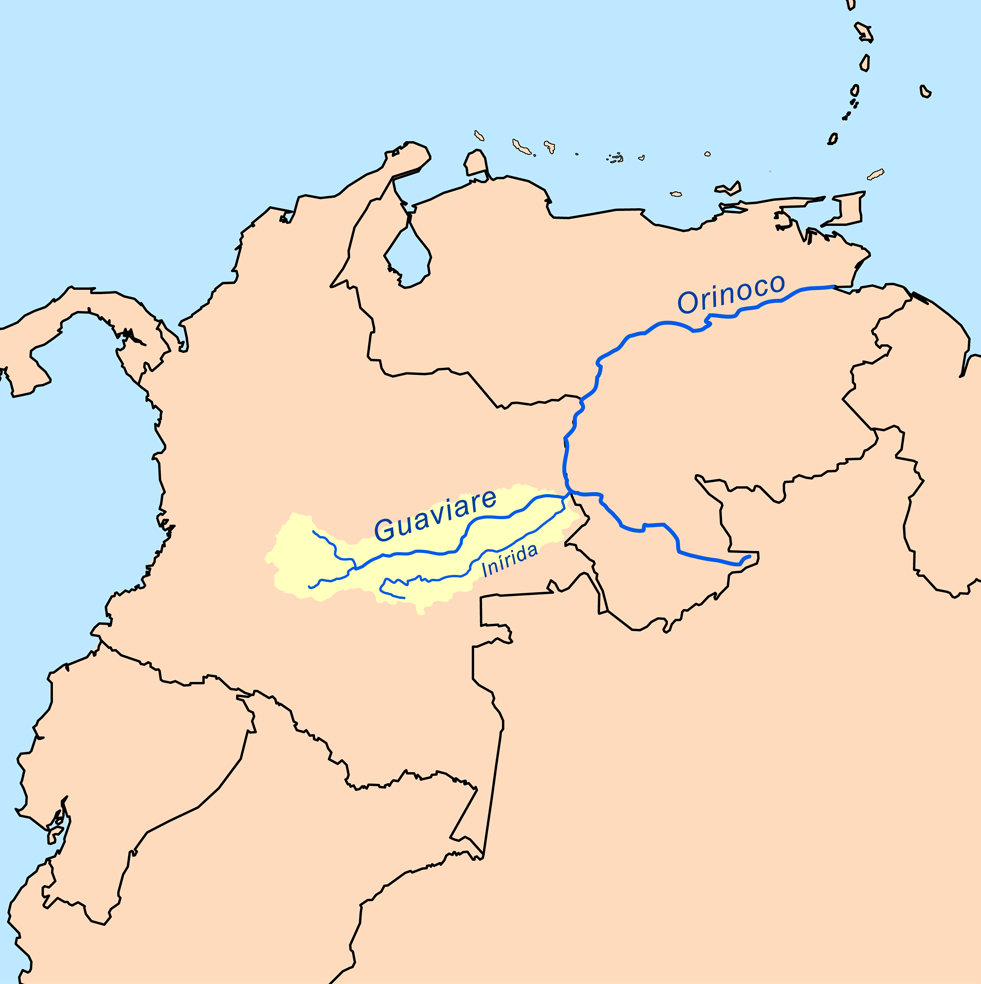
Curso do rio Guaviare, afluente do Orinoco